# La Trinidad Tenexyecac
La Trinidad Tenexyecac est une ville de l'État de Tlaxcala, au Mexique. Elle appartient à la municipalité d'Ixtacuixtla de Mariano Matamoros.